# 観測強化地域と特定観測地域
観測強化地域（かんそくきょうかちいき）と特定観測地域（とくていかんそくちいき）は、地震予知連絡会によって1970年に指定され、その後、一部の見直しを経て、2008年に解消されるまで存続した、地震予知に関わる観測を重点的におこなっていた地域。対象地域は、過去における大地震の発生や，活断層、地殻変動などの状況に加え、社会的重要性を選定基準として、選定されていた。
測地学審議会（現：科学技術・学術審議会測地学分科会）が1968年7月16日に建議した「第2次地震予知計画」の中で構想が示され、地震予知連絡会が1969年から対象地域の選定に入り、1970年2月20日に最初の指定をおこなった。この最初の指定では、関東南部が観測強化地域に、北海道東部、秋田・山形西部、新潟県南西部/長野県北部、東海、琵琶湖周辺、阪神、島根県東部、伊予灘及び安芸灘の8地域が特定観測地域に指定された。その後、駿河湾に地殻歪の蓄積を示唆するデータが得られたことを踏まえ、東海地域が1974年2月28日に観測強化地域に変更された。

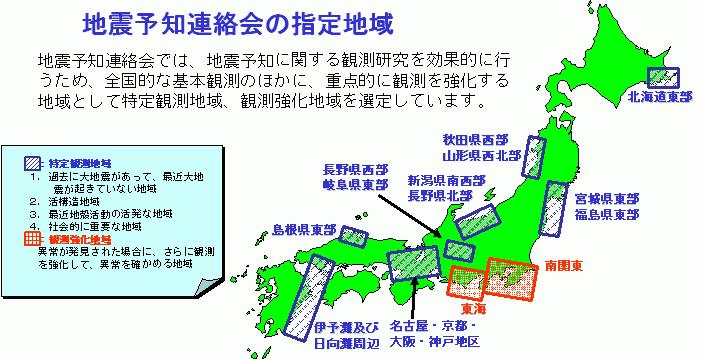
1978年に指定された観測強化地域と特定観測地域

1978年8月21日には、指定地域の全面的な見直しがおこなわれ、南関東と東海の2地域が観測強化地域、北海道東部、秋田県西部・山形県西北部、宮城県東部・福島県東部、新潟県南西部・長野県北部、長野県西部・岐阜県東部、名古屋・京都・大阪・神戸地区、島根県東部、伊予灘及び日向灘周辺の8地域が特定観測地域に指定された。
これらの地域の指定基準は、
1. 過去に大地震があったが最近は起きていない地域
2. 活断層などがある活構造地域
3. 最近地殻活動が活発な地域
4. 東京など社会的に重要な地域

などであった。
その後、1983年や、1992年から1994年にかけて、指定地域の見直しの検討がおこなわれたが、見直しには至らず、2008年2月18日の指定解消まで1978年の指定地域が維持された。
各指定地域において観測が強化された具体的な内容は、地域ごとに多様なものとなっており、辺長測量と水準測量、体積歪計、微小地震観測、海底地震観測、GPS観測、地殻変動観測、地下水観測、地球電磁気観測、重力観測、潮位観測、津波計などを組み合わせる形が取られていた。
観測強化地域と特定観測地域は、1970年代の状況の下で、「限られた観測・研究資源」を集中的に運用することために設けられたものであった。その後の地震予知技術や制度面の整備によって，地震観測網の全国的な普及が図れるようになったことを受け、観測強化地域と特定観測地域は、2008年2月18日に解消されることとなった。